# Rodney Ackland
Rodney Ackland (ur. 18 maja 1908 w Londynie, zm. 6 grudnia 1991) – brytyjski dramaturg i scenarzysta.

## Dzieła
Dramaty:
- Dance With No Music, 1930
- Improper People, 1930
- Strange Orchestra, 1932
- Birthday, 1934
- After October, 1936
- The Dark River, 1941
- Before the Party, 1949
- A Dead Secret, 1957